# ヴィッカース中戦車 Mk.III
ヴィッカース中戦車 Mk.III（ヴィッカースちゅうせんしゃまーくすりー、Vickers Medium Mark III）は、戦間期に、ヴィッカース社によって開発された、イギリスの中戦車である。
A6並びにMk.IIIともに、試作車が各3両ずつしか生産されず、開発は失敗した。なお、ヴィッカース中戦車 Mk.IIから直接派生したものではない。

## 開発

### A6 "16トン戦車"
1926年、イギリスの戦争省は既存の中戦車Mk.IIを新型戦車に置き換えたいと考えていた。5月に王立戦車連隊（Royal Tank Regiment）に意見を求め、7月に返答があり、新型戦車に対する要求の一つに、イギリスのポンツーンが16トン以上の重量を運ぶことができなかったので、重量は15.5 ロングトン以内に収めなければならないというものがあった。ここから新型戦車には「Sixteen-tonners（16トン戦車）」というあだ名が付けられた。
他に、
- 少なくとも1,000 ヤード（910 m）の距離から敵の装甲を抜くことが出来ること
- 13 mmの前面装甲、及び9 mmの前面以外の装甲があること
- 丘などの頂上に登って下部が露出した時に敵の重機関銃の砲火に耐えられる十分な底部装甲があること
- 戦闘室と機関室を分離すること
- 主区画の外部に燃料タンクを設けること
- 操向能力が高いこと
- Mk.IIではエンジンの音がうるさかったこともあり、出来るだけ静かに走行出来ること
- 行動距離に応じた十分な潤滑油の供給が出来ること
- 無線機が装備されていること
- 鉄道輸送が出来ること

などが求められた。
1926年9月、ヴィッカース社は試作車の開発命令を受けて、A1E1 インディペンデント重戦車を基にした最初の設計を提案した。操縦室と戦闘室を前に、エンジンを後ろにし、3ポンド（47 mm）砲と重機関銃を備えた3人乗り砲塔（車長、砲手、装填手兼機銃手）を備え、車体の前方には、中央の操縦席（1名）を挟んで2つの副銃塔が配置され、それぞれに連装のヴィッカース機関銃が装備され（副銃塔には各1名。1名で2挺の機関銃と銃塔を操作する）、3番目の副銃塔は、対空兵器で武装し、車体後部に取り付ける（ただし、この対空銃塔は、重量軽減のために、すぐに設計から削除された）、としていた。そのため、全部で6名の乗員が必要となった。
最大装甲は13 mm（0.51インチ）、基本装甲は6.5 mm（0.26インチ）で、重量は14トンに制限された。装甲板の組み立てには鋲接が用いられた。燃料の総供給量は120英ガロン（550 l）。内部の小さなタンクに10個、重力でエンジンに供給する。残りはフェンダーの外部タンクにある。2つのエンジンオプションは、120 hpエンジンが14 mph（23 km / h）の速度を許容し、180 hpエンジンがこれを20 mph（32 km / h）に上げることを示している。
この戦車の参謀本部制式番号はA6と呼称された。1927年3月には木製のモックアップが発表され、新たな油圧機構を組み込むために、A6E1（MWEEの登録番号はML 8698）とA6E2（MWEEの登録番号はML 8699）の2両の試作車が発注された。承認後にウィルソン遊星ステアリングギアボックスの前身、ブラウンギアボックスが配置された。1928年6月までに、A6E1とA6E2はファーンボロの機械戦実験施設（MWEE）に試験のために提示され、同時にA6E3（MWEEの登録番号はMT 9637）の1両の試作車も追加発注された。
A6E1、A6E2、およびA6E3には、アームストロングシドレーの空冷V8 180 hpエンジンが搭載されており、最高速度は26 mph（42 km / h）。A6E2にはリカード CI 180 hpエンジンが装備されていたが、これは満足のいく物ではなく、元のアームストロングシドレーに再換装された。A6E3は後に、低速回転船舶用エンジンであるソーニクロフト RY/12 500 hp ディーセルエンジンを、試験的に搭載した。2基のロールス・ロイス ファントムエンジンとA6E1のウィルソン トランスミッションシステムを組み合わせることが提案されたが、これは費用の理由で拒否された。
銃は1928年7月にテストされ、副銃塔の連装機関銃の配置が役に立たないことが判明した。製造中のA6E3の副銃塔では単装の機関銃を備えた簡素化された設計となった。また、A6E1/E2では砲塔上面後方に並列に2つのキューポラがあったが、A6E3では砲塔上面後方中央に一つのキューポラがあった。サスペンションと武装配置はMk.IIの配置より明らかに劣っていた。
A6の開発は中止され、3両の試作車をサスペンションのテストベッドとして使用することが決定された。1929年、ヴィッカース社はサスペンションの3つの代替設計を提出し、これは3両の試作車にそれぞれ適用された。A6E3は車体の基本的な再構成を伴ったが、安定した射撃を提供する設計ではなかった。1934年になって初めて、満足できる物が専門の会社によって取り付けられた。
A6には、インディペンデント重戦車と同じく、車体下部両側面に担架の通れる開口部とその奥の乗降用扉（サイドハッチ）があったが（A6の場合は第2上部支持輪と第3上部支持輪の間、変形六角形の開口部形状）、サスペンション変更により、A6E1とA6E2では開口部を維持したが、A6E3では開口部が塞がれた。

### ヴィッカース中戦車 Mk.III

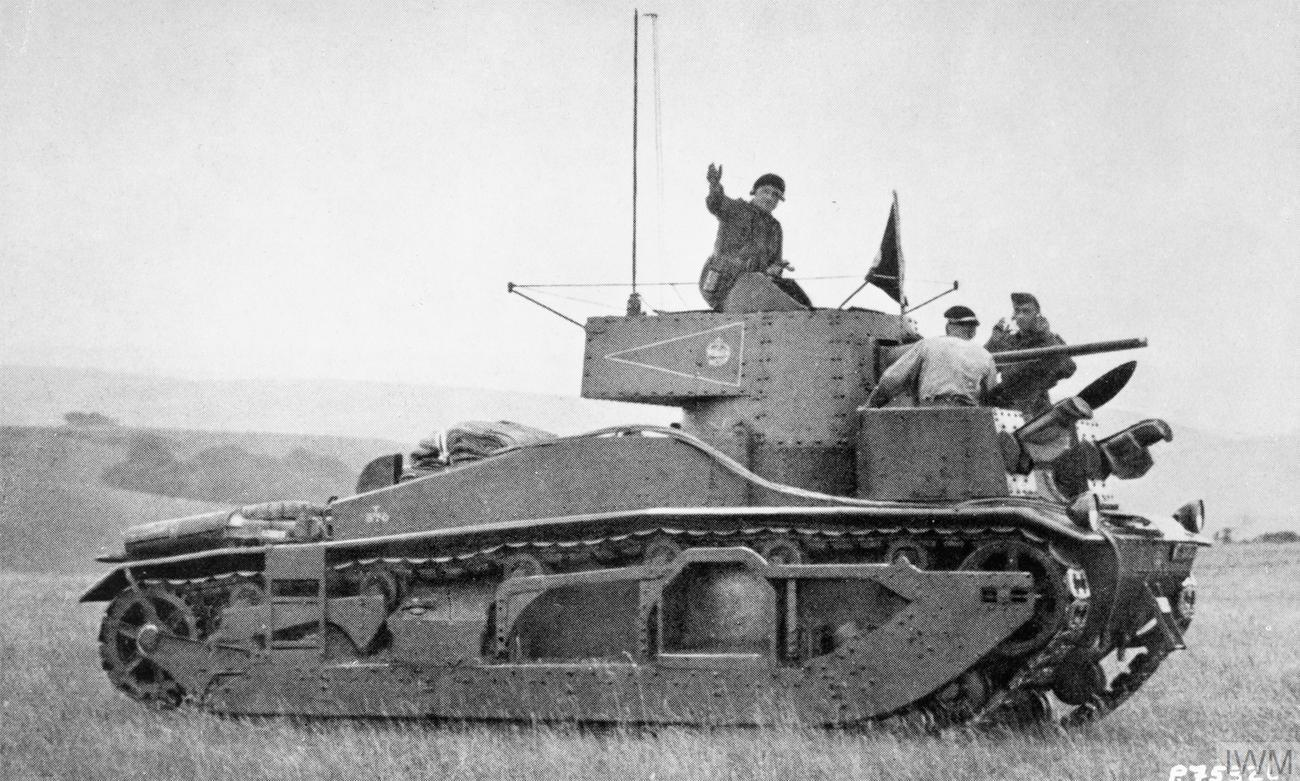
指揮戦車としてのMk.III

A6の失敗は、1928年に、A6の改良型戦車の新規発注に繋がった。
改良型の3両の試作車、E1（NWEEの登録番号はMT 9707）、E2（NWEEの登録番号はMT 9708）、E3（NWEEの登録番号はMT 9709）が製造された。E1とE2の2両は1929年5月にウーリッジの王立造兵廠（ロイヤル・オードナンス）で、E3の1両は1931年2月にヴィッカース・アームストロング社で、製造された。
改良型はA6E3の設計を基にしているため、A6に似ていたが、新しい砲塔と改良された装甲が特徴だった。主砲塔背面には無線機を装備したバスルと銃架が付いていた。主砲塔上面後方のキューポラは左側に寄せられた。キューポラはヴィッカース中戦車Mk.IIAの物と同じ司教冠（Bishops's Mitre、ビショップス マイター）であった。副銃塔は前方に移動し、車両の重心を前方に移動して安定性を向上させ、より大きなブレーキを取り付けた。車体下部両側面の開口部はあった。速度は30 mph（48 km / h）に増加した。
1930年に、改良型は「中戦車Mk.III」として、制式化と量産が決定された。Mk.IIIには、参謀本部制式番号は無かった。1933年に、E1とE2の2両の試作車の試験が完了した。このタイプは信頼性が高く、優れた射撃安定性を提供した。しかし、サスペンションに対する車両の過重量のために、サスペンションの故障が続発した。クロスカントリーの走行中にボギーが過負荷になることがよくあった。E3のサスペンションは改良されていた。
しかし、Mk.IIIの価格が高いため、注文は続かなかった。世界恐慌によるイギリス政府の財政難から、1934年5月、Mk.IIIの量産を行わないことが決定された。
1931年に、イギリスは小型かつ高性能の無線機を開発した。これにより、全部隊をリアルタイムで指揮することが可能となった。
3両のMk.IIIは、1934年以降、実験機械化部隊（1927年5月1日設立）を改編した第1戦車旅団の本部によって使用され、砲塔の周囲に追加の無線アンテナを備えた指揮戦車となった。E1は多用され、すぐに解体された。E2は1934年9月の演習中に、スウィンドンの近くで爆発し、火災により失われた。E3は1934年のソールズベリー平野演習のためにパーシー・ホバート准将によって使用された。E3は1938年まで長く使われ続け、その後、廃棄された。